# Ночь на Лысой горе (мультфильм, 1933)
Ночь на Лысой горе  (фр. Une nuit sur le mont chauve) — короткометражный мультфильм режиссера Александра Алексеева и Клер Паркер. В 1931 году Александр Алексеев создал игольчатый экран, с помощью него он создал несколько мультфильмов: Нос (1963), Картинки с выставки (1972) и Три темы (1980), в том числе и Ночь на Лысой горе.
Мультфильм снят на музыку одноименной симфонической картины композитора Модеста Петровича Мусоргского.

## Сюжет
Пугало дует вниз, быстро перемещаются облака, существа обретают различную форму, город появляется и исчезает, животные убегают, лошадь скачет галопом, ребенок что-то рассматривает, чудовища летают и плавают. Фантасмагория везде…

## Критика фильма
«Чем бы ни был этот поток сознания, уж точно он мало имеет отношения конкретно к Пушкину, Гоголю или к народным сказкам. Возможно, он сделан по воспоминаниям о детских страхах (пугало, следы невидимых людей), или навеян ужасами гражданской войны (сражение обнаженных гигантов, умирающая истощенная лошадь, люди в позах из Последнего дня Помпеи), или вызван болезненными фантазиями, связанными с пережитой болезнью. Так или иначе, но Ночь на Лысой горе — это несомненно фильм об ужасе, который притаился где-то рядом, о населяющих мир бесах и о малости человека, который не способен противостоять теневой стороне жизни».

М. Терещенко. «Грамматика сна».